# Mellantaggmätare
Mellantaggmätare Aplocera plagiata är en fjärilsart som beskrevs av Carl von Linné 1758. Mellantaggmätare ingår i släktet Aplocera och familjen mätare, Geometridae. Enligt den finländska rödlistan är arten livskraftig i Finland. Arten är reproducerande i Sverige där den också är klassificerad som livskraftig. Artens livsmiljö är torra gräsmarker. Två underartër finns listad i Catalogue of Life, Aplocera plagiata cypria Prout, 1937 och Aplocera plagiata scotica Richardson, 1952.

## Bildgalleri

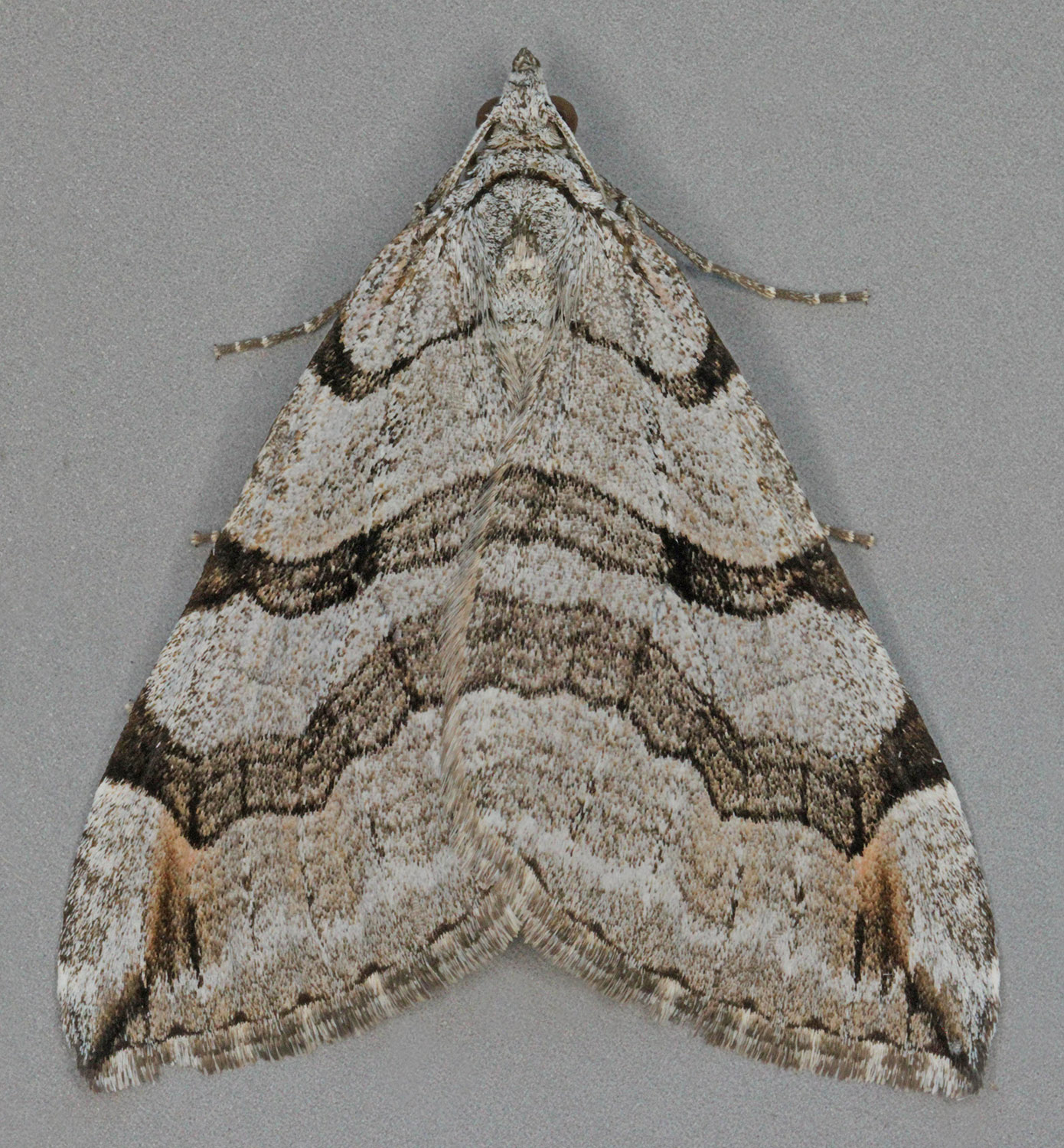
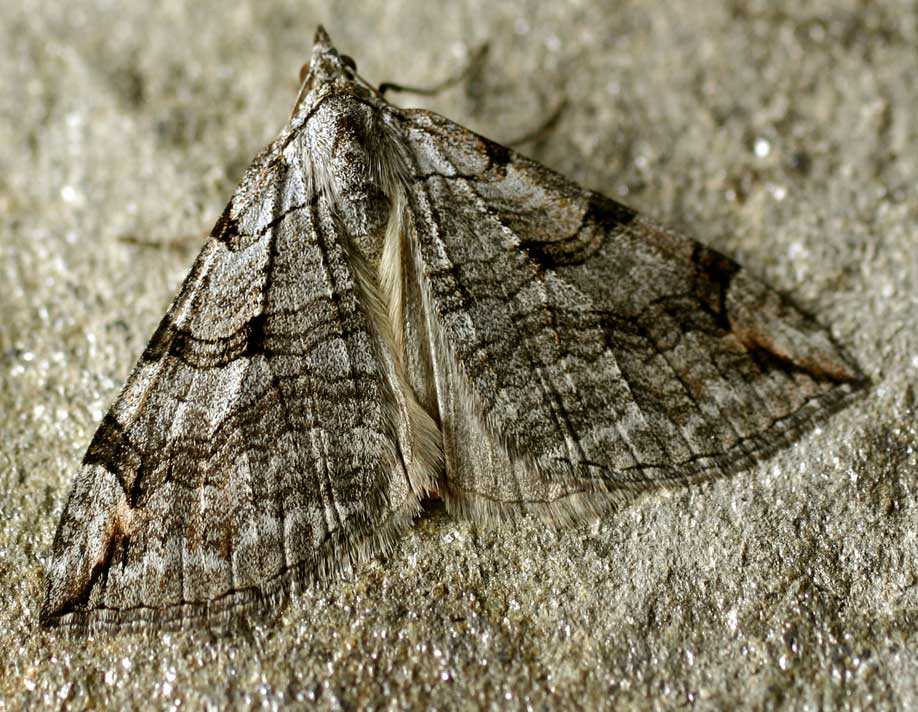
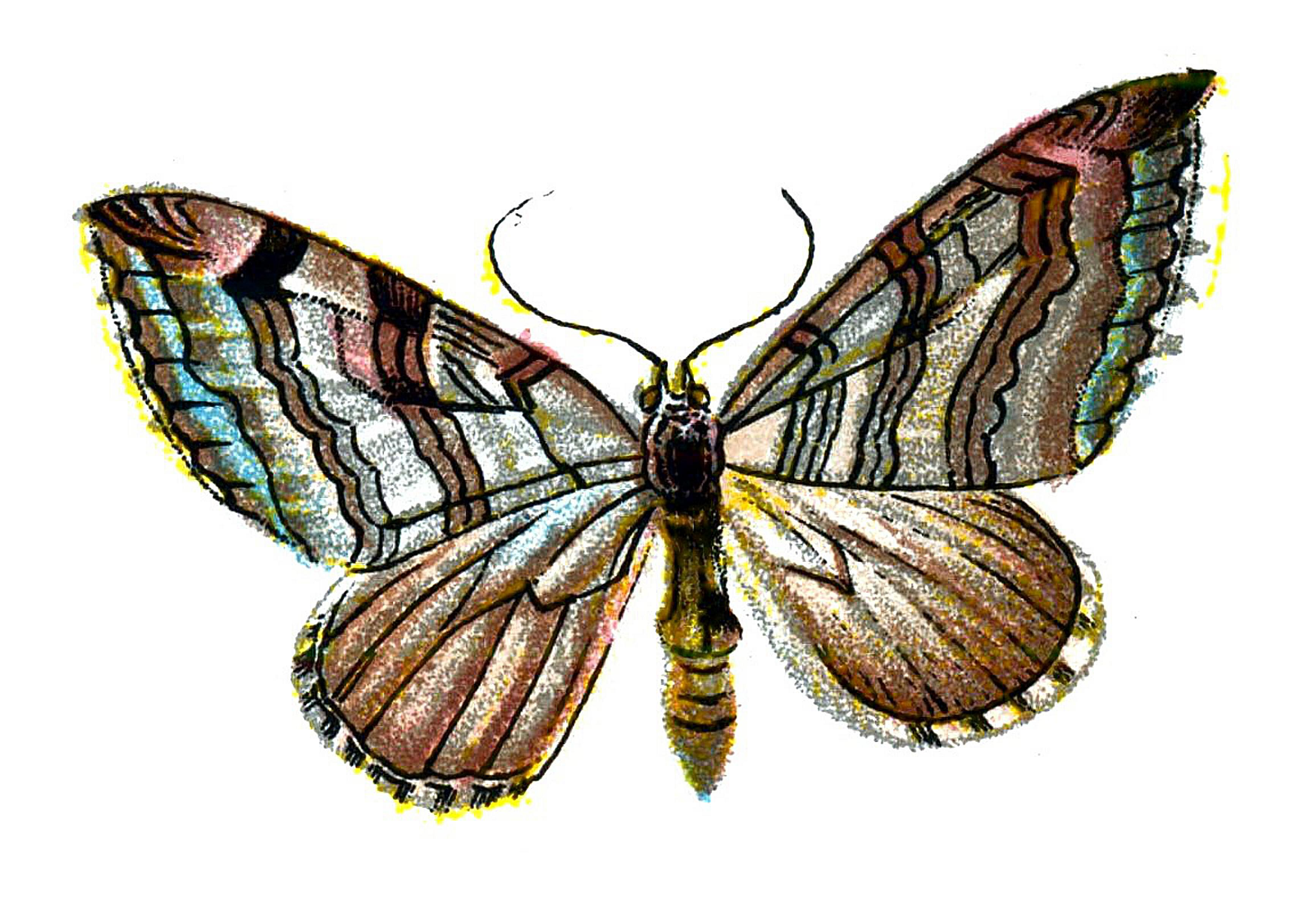